# Alter Markt (Rostock)

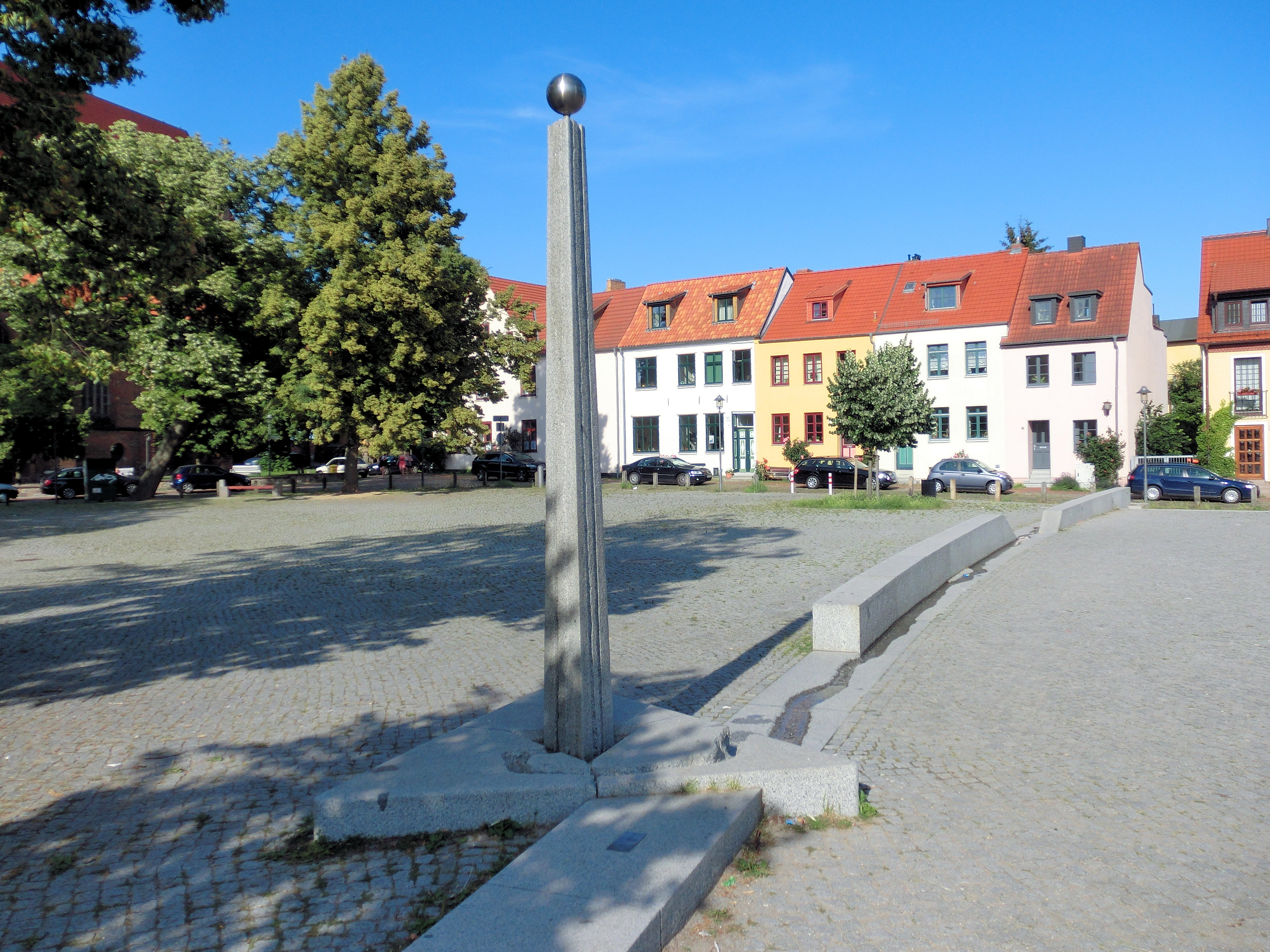
Wasserspiel am Alten Markt (Blick nach Osten)

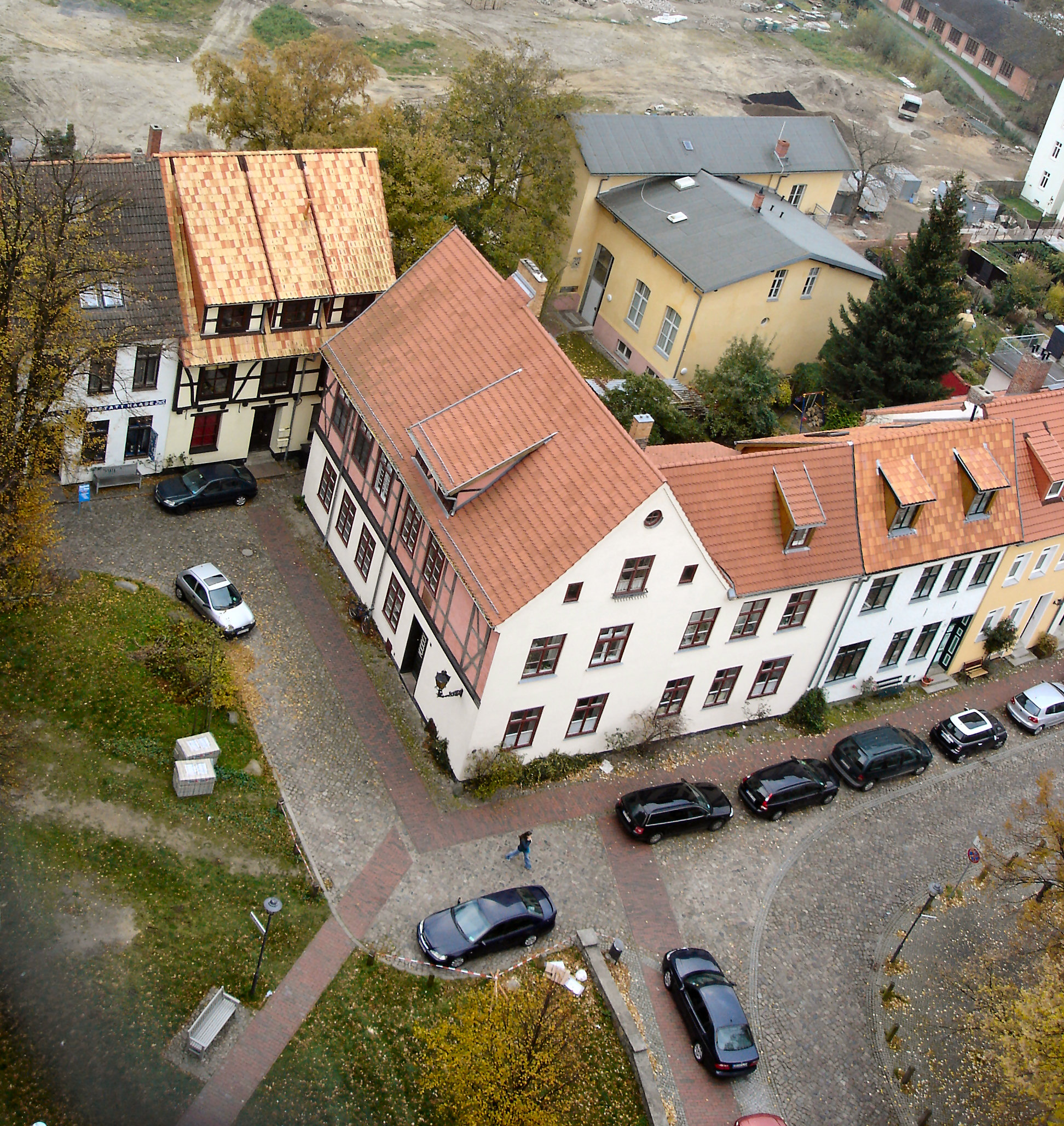
Bauten am Fuße der Petrikirche (Blick nach Südosten)

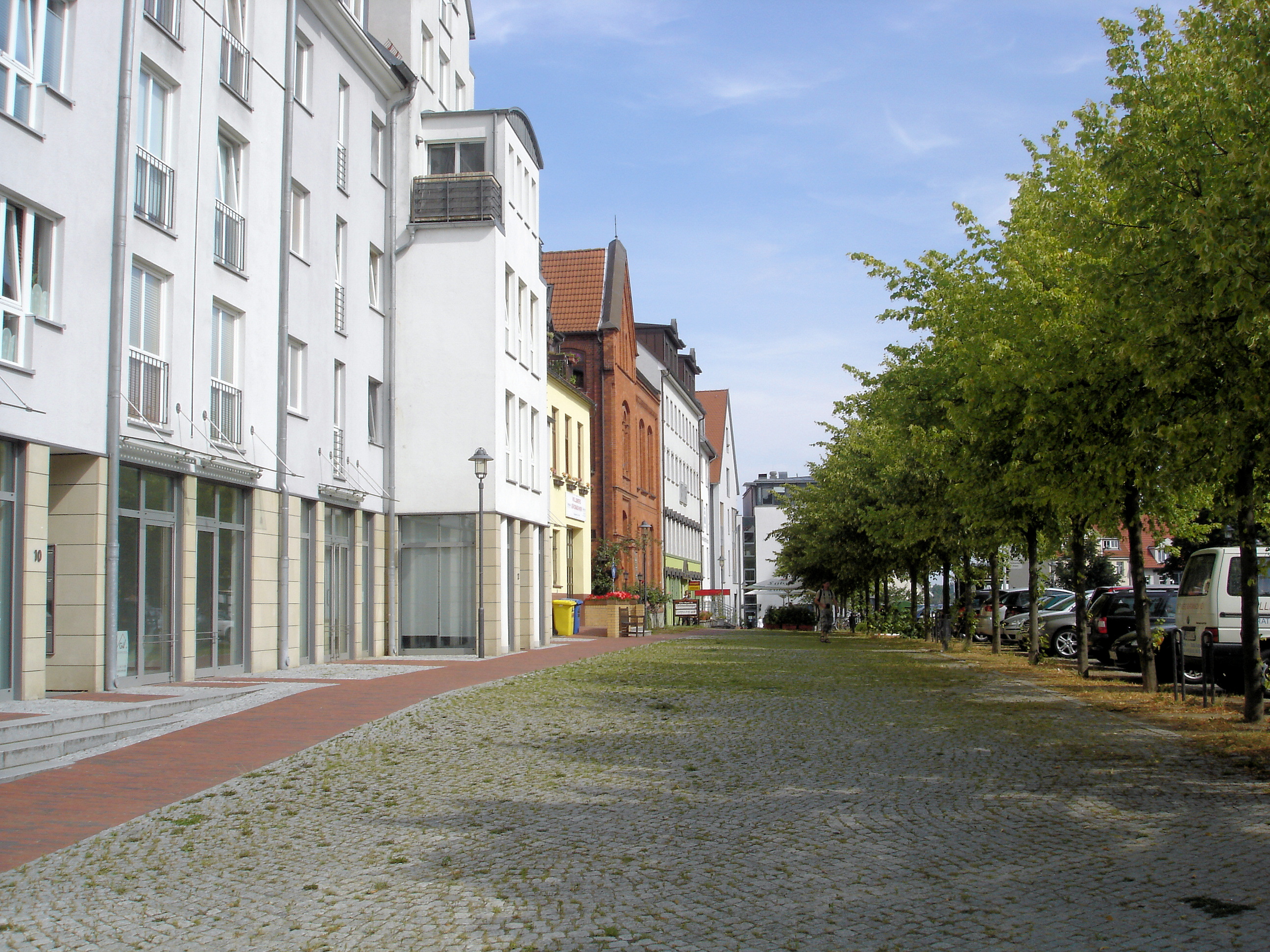
Postmoderne Neubauten am Alten Markt in Rostock (Westseite)

Der Alte Markt in Rostock ist ein viereckiger historischer Marktplatz im Stadtkern der Hansestadt. Neben dem Neuen Markt und dem Universitätsplatz ist er wahrscheinlich der älteste der Stadt. Er befindet sich südlich der Petrikirche und ist Teil der einstigen Rostocker Altstadt, die im Westen durch die Grube (die heutige Grubenstraße) und im Osten durch die Stadtmauer begrenzt wurde.

## Geschichte
Vom Ende des 12. Jahrhunderts bis zur Mitte des 13. Jahrhunderts entstanden südlich der Unterwarnow nacheinander drei Kaufmannssiedlungen, die Alt-, Mittel- und Neustadt, in denen jeweils ein Marktplatz angelegt und (mindestens) eine Pfarrkirche errichtet wurde. Die Anhöhe um den Alten Markt und die Petrikirche wurde wohl zuerst von „Kolonisten“ aus Westfalen und dem heutigen Niedersachsen besiedelt und stellt daher die Keimzelle Rostocks dar. Der Alte Markt war die Marktstätte dieses ältesten Teils Rostocks. Die drei Teilstädte schlossen sich 1265 zur Gesamtstadt Rostock zusammen. In diesem Stadtgefüge kristallisierten sich die Neustadt mit dem Hopfenmarkt (dem heutigen Universitätsplatz) und die Mittelstadt mit dem jetzigen Neuen Markt bald als wirtschaftliche Zentren der Hansestadt heraus, während Altstadt und Alter Markt, ohnehin von der Mittelstadt durch die Grube, einem einstigen Nebenarm der Warnow getrennt, ins Hintertreffen gerieten.
Der Alte Markt, in welchen auch heute noch die Straßen Bei der Petrikirche, der Amberg, die Sackpfeife, die Diebsstraße, die Lohgerber-, Wenden- und Altschmiedestraße, sowie die Slüterstraße einmünden, war ursprünglich von hölzernen Häusern umstanden, die bereits in der ersten Hälfte des 13. Jahrhunderts durch Gebäude aus Stein ersetzt wurden. Diese Bauten wurden durch den Großen Stadtbrand des Jahres 1677, wie auch die gesamte Altstadt mit Ausnahme der Petrikirche und der nahen Nikolaikirche, nahezu vollständig vernichtet. In den Bombennächten Ende April des Jahres 1942 nahm der Alte Markt wiederum schweren Schaden, die am Markt befindliche Petrikirche brannte aus und verlor Turmspitze und Dach.
Die sogenannte Östliche Altstadt (d. h. das Stadtgebiet östlich des Rathauses) wurde während der DDR-Zeit stark vernachlässigt, blieb aber vor einem großflächigen Abriss, wie in der Nördlichen Altstadt um die Wokrenterstraße, verschont. Nach 1990 wurde der Alte Markt mit einem Kopfsteinpflaster versehen, die Infrastruktur und die ihn umgebenden Häuser sowie die Gebäude der angrenzenden Straßen saniert, einige Gebäude wurden in Baulücken neu gebaut. 1994 wurde der 1942 verbrannte Kupferhelm der Petrikirche wiedererrichtet.
Heute sind der Alte Markt und die nähere Umgebung eine ruhige Wohnlage Rostocks, sehenswert ist unter anderem das Ensemble der Petrikirchhäuser 4–6 um 1500. und 7, 8 und 10 aus dem 18. Jahrhundert.